# Ignacio Valenzuela Pohorecky
Recaredo Ignacio Valenzuela Pohorecky (Santiago, 2 de noviembre de 1956-Santiago, 15 de junio de 1987) fue un ingeniero y economista chileno y militante del Frente Patriótico Manuel Rodríguez, dentro del cual fue conocido como «Comandante Benito». Tomó lugar en varias acciones armadas de la organización guerrillera FPMR, fue asesinado durante la Operación Albania.

## Biografía
Ignacio Valenzuela nació en el 2 de noviembre de 1956 en Santiago de Chile, hijo de la abogada judía Adriana Julia Pohorecky Fischer (1935-2020) y José Recaredo Isaías Valenzuela Dávila (1932-2010). Durante su niñez estudió en el Liceo 7 de Ñuñoa. Cuando tenía 14 años, bajo el gobierno de Salvador Allende, se unió al Partido Comunista de Chile. Después del golpe de Estado de 1973, su padre fue detenido por la dictadura militar.
Se graduó de la Universidad de Chile en ingeniería comercial. Durante su etapa de universitario, fue detenido varias veces por sus actividades políticas.
En 1979, fue miembro de la Dirección de Estudiantes Comunistas. Más tarde ese año, se unió al Frente Cero, el cual fue un precedente al Frente Patriótico Manuel Rodríguez, organización a cual se juntó en el año 1983. Participó en varias actividades de esta organización, incluyendo el «rescate» de Fernando Larenas Seguel, militante del FPMR quien fue sacado de una clínica por miembros de su organización. Llegó a tener el rango de comandante del FPMR, perteneciendo a la dirección nacional de dicha organización, presidido por Raúl Pellegrin.
El 15 de junio de 1987 fue asesinado por agentes de la Central Nacional de Informaciones fuera de la casa de su madre, convirtiéndose en el primer caído de la Operación Albania, operativo de la policía secreta de la dictadura militar para acabar con el FPMR y que terminó con doce frentistas asesinados. En su cuerpo había una pistola y una granada, puestas por la CNI para fingir un enfrentamiento.
Al tiempo de su muerte, tenía una esposa, Cecilia Carvallo, y un hijo de siete años, Lucían Valenzuela.